# Yesterday Man
Yesterday Man è una canzone scritta dal cantautore inglese Chris Andrews. Fu il suo singolo di esordio come solista e venne pubblicato dalla Decca Records nel settembre del 1965. Arrivò al terzo posto della classifica di vendita inglese Official Singles Chart ed al primo nelle classifiche canadese, irlandese, austriaca e tedesca per cinque settimane. L'autore era diventato famoso scrivendo canzoni per Sandie Shaw, che ritenne Yesterday Man non adatta alle proprie caratteristiche, e Andrews la incise per conto proprio. Sul lato B registrò Too Bad You Don't Want Me.
Il brano fu interpretato da Robert Wyatt, prodotto dal Pink Floyd Nick Mason, e venne pubblicato come lato B di I'm a Believer nel 1974 dalla Virgin Records. Wyatt intendeva lanciarlo come lato A, ma trovò l'opposizione di Richard Branson, il proprietario della Virgin, che lo considerò troppo triste e impose che fosse posto in vendita con I'm a Believer, che quello stesso anno Wyatt aveva portato tra le prime trenta della classifica inglese. Riuscirà a pubblicarlo come lato A nel 1977, insieme al brano di Mongezi Feza Sonia sul lato B.
Una versione italiana interpretata dai Kings fu pubblicata dalla Durium nel 1966 con il titolo L'uomo di ieri. Una versione reggae fu quella di Nicky Thomas nel suo album Tell It Like It Is del 1972. Il brano fu eseguito anche nell'album del 1980 Music for Parties dei Silicon Teens e fu inserito nella colonna sonora del film inglese del 2009 The Boat That Rocked, che comprendeva grandi successi degli anni sessanta del XX secolo.